# Jan Arnold Bennet
Jean Aarnout (Jan Arnold) Bennet (Breda, 20 december 1758 – Leiden, 3 september 1828) was een Nederlands geleerde en van 1815 tot 1817 gewoon hoogleraar Landhuishoudkunde aan de Rijksuniversiteit Leiden aan de Faculteit der Wiskunde en Natuurwetenschappen.
Bennet was een van de eerste drie hoogleraren in de landhuishoudkunde, die in 1815 werden benoemd. De andere twee waren Jan Kops, benoemd in Utrecht, en Jacobus Albertus Uilkens in Groningen.

## Levensloop
Benet werd geboren in Breda in 1758, en studeerde letteren, geneeskunde en wijsbegeerte aan de Rijksathenaeum te Harderwijk. Na zijn afstuderen vestigde hij zich in Leiden. 
In 1785 werd Benet lid van het Provinciaal Utrechts Genootschap van Kunsten en Wetenschappen. In 1796-99 won hij een prijs van de Maatschappij ter Bevordering van de Landbouw te Amsterdam met een betoog over de oprichting van een Veeartsenijschool in Nederland. In 1798 werd hij lid van de Hollandsche Maatschappij der Wetenschappen, en later in 1808 ook van het Koninklijk Instituut.
In 1815 werd Bennet aan de Rijksuniversiteit Leiden benoemd tot hoogleraar in de landhuishoudkunde te Leiden, en deze aanstelling duurde tot 1817. Om gezondheidsreden had hij zijn functie niet uitgeoefend en trad hij daarom terug. Hij werd opgevolgd door Christiaan Frederik Kleynhoff van Enspijk.

## Publicaties
- Handboek der Natuurlijke Historie, vertaald door Bennet en Olivier, Leyden 1802.
- Over de Nuttigheid van de Beoefening der Natuurlijke Historie voor de Jeugd, 1803.
- De Natuurlijke Historie der Walvisschen, 1808
- Fauna Belgica, 1825.